# Звенигородський Сергій Григорович
Сергій Григорович Звенигородський (20 серпня 1946 — 24 квітня 1994, Одеса) — український футболіст, нападник.

## Життєпис
У 1964 і 1965 роках виступав за молодіжний склад одеського «Чорноморця». У турнірах дублюючих складів провів 41 поєдинок, 27 голів. За основний склад грав протягом наступних семи сезонів. У вищій лізі провів 129 матчів, 15 забитих м'ячів, у першій лізі — 53 матчі, 11 забитих м'ячів. Переможець другого дивізіону радянського футболу 1972 року.
Чотири наступні сезони захищав кольори клубів української зони другої ліги: «Зірка» (Тирасполь), «Локомотив» (Херсон) і СКА (Одеса). Найкращий бомбардир чемпіонату УРСР 1975 року — 15 голів.

## Досягнення
- Переможець першої ліги (1): 1972
- Найкращий бомбардир чемпіонату УРСР (1): 1975 (15 голів)

## Статистика
| Сезон | Команда              | Ліга | Ігри | Голи |
| ----- | -------------------- | ---- | ---- | ---- |
| 1966  | «Чорноморець»        | D1   | 12   | 0    |
| 1967  | «Чорноморець»        | D1   | 28   | 5    |
| 1968  | «Чорноморець»        | D1   | 34   | 7    |
| 1969  | «Чорноморець»        | D1   | 26   | 2    |
| 1970  | «Чорноморець»        | D1   | 29   | 1    |
| 1971  | «Чорноморець»        | D2   | 28   | 6    |
| 1972  | «Чорноморець»        | D2   | 25   | 5    |
| 1973  | «Зірка» (Тирасполь)  | D3   |      | 8    |
| 1974  | «Локомотив» (Херсон) | D3   |      | 8    |
| 1975  | к-да м. Тирасполь    | D3   |      | 15   |
| 1976  | СКА (Одеса)          | D3   | 13   | 1    |